# Amtsgericht Eiterfeld
Das Amtsgericht Eiterfeld war ein preußisches Amtsgericht mit Sitz in Eiterfeld.

## Vorgeschichte
In Kurhessen erfolgte 1821 die Trennung der Rechtsprechung von der Verwaltung und für die Rechtsprechung wurden Justizämter, darunter das Justizamt Eiterfeld, eingerichtet. Es war dem Obergericht für die Provinz Fulda zugeordnet.

## Geschichte
Mit der Annexion Kurhessens durch Preußen 1866 wurden in der neuen Provinz Hessen-Nassau Amtsgerichte eingerichtet. Das Justizamt Eiterfeld wurde entsprechend in das Amtsgericht Eiterfeld umgewandelt. Es war dem Kreisgericht Fulda zugeordnet. Mit der Einführung der Reichsjustizgesetze entstanden 1879 reichsweit einheitlich Amtsgerichte. Das Amtsgericht Eiterfeld behielt damit seinen Namen und erhielt die neuen Funktionen. Es war nun eines der 22 Amtsgerichte im Bezirk des Landgerichtes Hanau. Am Gericht bestand eine Richterstelle. Es war damit ein kleines Amtsgericht im Landgerichtsbezirk. Sein Gerichtsbezirk umfasste aus dem Landkreis Hünfeld die Gemeindebezirke Arzell, Betzenrod, Bodes, Buchenau, Dittlofrod, Eiterfeld, Erdmannrode, Fischbach, Giesenhain, Glaam, Großentaft, Grüsselbach, Hermannspiegel, Körnbach, Leibolz, Leimbach, Malges, Mannsbach, Mauers, Meisenbach, Mengers, Müsenbach, Neukirchen, Oberbreitzbach, Oberufhausen, Oberweisenborn, Odensachsen, Reckrod, Soisdorf, Soislieden, Treischfeld, Unterufhausen und Wölf und die Gutsbezirke Fürsteneck, Mannsbach (Rittergut der Familie von Geyso), Mannsbach (Rittergut der Freiherren von Mannsbach zu Mannsbach, Oberhaus), Mannsbach (Rittergut der Freiherren von und zu Mannsbach, Unterhaus).
Im Zweiten Weltkrieg wurde das Gericht zum 15. Juni 1943 zur Zweigstelle des Amtsgerichts Hünfeld herabgestuft und 1945 aufgehoben.